# آکسارکا
آکسارکا (انگلیسی: Aksarka) یک شهرک در ناحیه خودگردان یامالو-ننتس کشور روسیه است.